# Kněz Jan

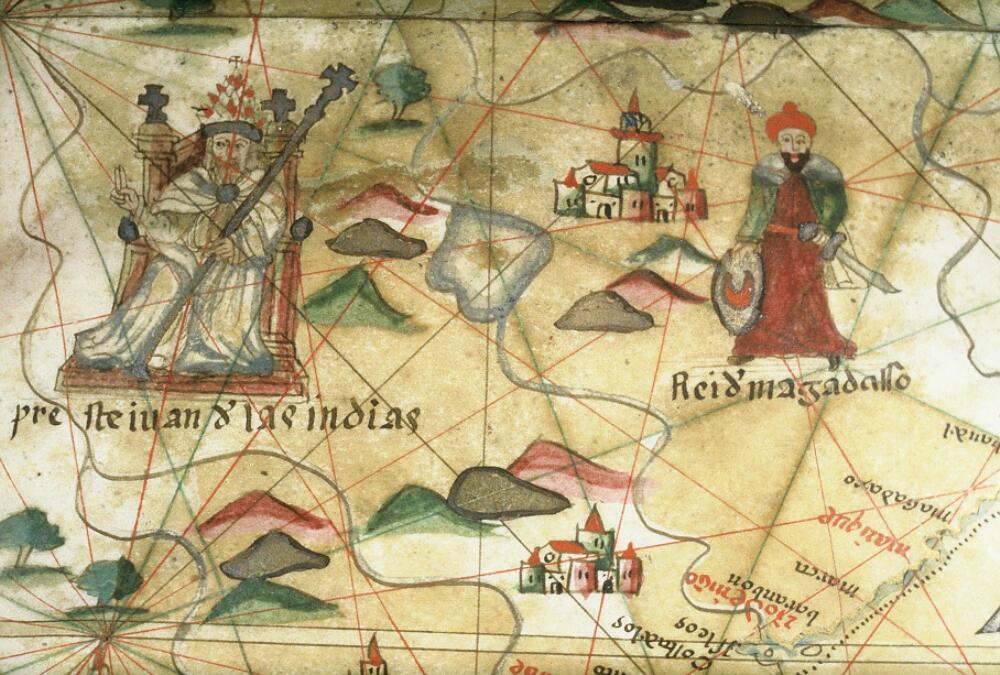
Kněz Jan na portolánové mapě východní Afriky, 16. století

Kněz Jan byl bájný křesťanský patriarcha a král mocného království kněze Jana, ztraceného křesťanského národa, který sídlil za muslimskými a pohanskými územími v dalekém Orientu. Tato legenda byla pestrou sbírkou středověkých populárních pověstí, v Evropě oblíbená od 12. až do 17. století.
Podle nich byl Jan nástupcem biblických tří králů, štědrým vládcem a skvělým mužem vládnoucím říši plné bohatství a zvláštních monster. V Janově království se měly nacházet rovněž zázraky jako Brány Alexandrovy či fontány mládí a hraničit měla s rajskou zahradou. Legenda byla během dokreslována různou „spekulativní literaturou“ pocházející z období pozdního středověku a renesance, která se Janovou údajnou říší zabývala.
Kněz Jan byl nejprve vykreslován jako vládce v Indii. Příběh vyprávěl o indických křesťanech, 
jež podle apokryfních Skutků Tomášových a další pozdější literatury christianizoval apoštol Tomáš, který cestoval a kázal po Indii. Když do Evropy začali pronikat Mongolové, začal být kněz Jan dáván do souvislosti s nimi, neboť Mongolové, měli ve své populaci početnou a vlivnou křesťanskou menšinu. Později s příchodem zámořských objevů portugalských expedicí ve východní Africe se pověst začala přesouvat do této oblasti, neboť se zde nacházelo Etiopské císařství s dlouhou křesťanskou tradicí. Janovo království bylo cílem pátrání generací různých dobrodruhů a v dobách křížových výprav symbolem naděje ve svaté válce proti muslimům.

## Původ legendy
Příběhy o svatém Tomáši, který obracel na víru lidi v Indii nejméně do 3. století, mají zřejmý vliv na vznik pověsti. Zkreslené zprávy asijského hnutí asyrské východní církve se na legendě rovněž podílejí. Příslušníci této církve, zvaní „nestoriáni“ (neboť Evropané se domnívali, že jejich učení je odvozeno od konstantinopolského patriarchy Nestoria), si získali stoupence především z řad blízkovýchodních i asijských národů a v očích západních katolických křesťanů dostáli pověsti exotických křesťanů. Dodatečně může být jádro legendy vykresleno z citátů svatého Ireneje z Lyonu, jež zaznamenal církevní historik a biskup Eusebios z Kaisareie, o stinné raně křesťanské postavě Jana Presbytera ze Sýrie, o kterém se předpokládá, že je autorem dvou Listů Janových. Biskup Papias byl Irenejovým učitelem a postupně přijímal apoštolské tradice od Jana Presbytera. Postava Jana Presbytera je mírně spjata se jménem legendárního kněze Jana.
Ať byl vliv těchto pozdně antických i raně středověkých církevních osobností jakýkoli, středověká legenda se rozvíjí počátkem 12. století, kdy indický biskup navštěvuje konstantinopolského patriarchu a indický patriarcha v Římě papeže Kalixta II. (úřadujícího v letech 1119–1124). Tyto návštěvy vyslanců Církve křesťanů svatého Tomáše však nemohou být potvrzeny, neboť údaje o nich podle všeho pocházejí z nepřímých zpráv. Později německý kronikář Ota z Freisingu ve svém díle Chronicon z roku 1145 uvádí, že se rok předtím setkal z džabalským biskupem Hugem ze Sýrie na dvoře papeže Evžena III. ve Viterbu. Hugo byl vyslancem knížete Raimonda z Poitiers, který v Evropě po pádu Edessy hledal pomoc proti muslimské hrozbě, a koncil proto svolal druhou křížovou výpravu. Hugo Otovi v přítomnosti papeže řekl, že nestoriánský křesťan Jan, který byl zároveň knězem i králem, „před mnoha lety“ znovu ve velké bitvě dobyl město Ekbatana od bratra vládců Médů a Peršanů. Poté měl Jan stočit své tažení na Jeruzalém a osvobodit tak Svatou zemi. Jeho postup však měl být zastaven vodami řeky Tigris, a tak byl přinucen vrátit se do své země. Jeho pohádkové bohatství bylo symbolizováno smaragdovým žezlem a jeho svatost pocházela přímo od Tří králů.
Otův naprosto překroucený příběh však může mít reálné základy. Roku 1141 porazil Karakitánský chanát pod vedením Jelü Dašiho seldžucké Turky nedaleko Samarkandu. Seldžukové, kteří v té době vládli Persii, byli zdaleka nejmocnější silou v islámském světě a tato porážka je značně oslabila. Jelü Daši nebyl křesťanem, nebyl proto vůbec důvod nazývat ho knězem Janem. Někteří jeho vazalové však nestoriánství praktikovali, čímž zřejmě přispěli ke vzniku tohoto příběhu. Ať už to však bylo ve skutečnosti jakkoliv, porážka Seldžuků povzbudila křižáky, kteří vládli v Levantě a získali naději na pomoc mocného spojence z východu. Je možné, že Hugo zaznamenal mylné Otovy zprávy, aby zatnul samolibost evropských stoupenců ideologie křížových výprav; Podle jeho názoru totiž žádná pomoc od nějakého mocného východního krále očekávána být nemohla.

## Dopis kněze Jana
Více se z Otova příběhu nezachovalo, až dokud se kolem roku 1165 nezačaly Evropou šířit kopie Dopisu kněze Jana. Podivuhodný dopisový příběh s mnoha podobnosti s Otou naznačuje, že jeho autor znal jak Skutky Tomášovy, tak i mytické legendy o skutcích Alexandra Velikého, známě jako Alexandreida. Dopis byl měl být napsán knězem Janem, potomkem jednoho ze Tří králů a králem Indie, a byl zřejmě určen byzantskému císaři Manuelovi I. Mnoho Evropanů zachvátily představy o pohádkovém bohatství a moci, jež byly překládány do četných jazyků včetně hebrejštiny.
…do své nejpopulárnější podoby se rozvinula ve 12. století. Tehdy začali do Evropy a na Blízký východ pronikat Mongolové. Mongolové jako národ však nebyli jednotní po náboženské stránce, mnozí byli ze své domoviny animisty praktikující šamanismus, jiní buddhisty či nestoriánskými křesťany, později někteří konvertovali k islámu. V té době probíhala mezi muslimy a křesťany „svatá válka“ a křižáci se ve Svaté zemi zoufale bránili sjednoceným blízkovýchodním muslimům. Papežství proto zahájilo diplomatické úsilí ve snaze získat od Mongolů pomoc a při té příležitosti je obrátit na katolickou víru. Diplomaté z řad mnichů, kteří odešli vyjednávat s Velkých chánem do hlavního města Mongolské říše Karakorumu, si cestou po střední Asii všímali různých místních kmenů. Jedním z nich byl i křesťanský turkický kmen Kerajtů, jehož vládce jménem Toghrul měl titul Ongchán. Tento titul byl Evropany zkomolen na jméno Johan a zde začíná legenda o mocném křesťanském vládci z Asie, který jistě bude nápomocen svým západním bratřím v konečné válce s islámem.